# Ligne de Haguenau à Rœschwoog et frontière
La ligne de Haguenau à Rœschwoog et frontière est une ligne de chemin de fer française du Bas-Rhin. Elle relie les gares de Haguenau et de Rœschwoog et se poursuit jusqu'à la frontière franco-allemande. Elle faisait partie de la transversale reliant Saverne à Rastatt.
Elle constitue la ligne n°150 000 du réseau ferré national.
Dans l'ancienne nomenclature de la région Est de la SNCF, elle était numérotée « ligne 9.4 » et désignée en tant que section de la « ligne Saverne - Wintersdorf ».

## Histoire
La ligne de « Haguenau au Rhin » est mise en service le 1er mai 1895 par la Direction générale impériale des chemins de fer d'Alsace-Lorraine (EL). Au-delà du Rhin, elle se prolongeait vers Wintersdorf et Rastatt.
En 1913, le trafic quotidien de la ligne était de deux trains rapides, deux express, douze omnibus et treize trains de marchandises. La ligne permettait notamment une liaison directe entre Luxembourg et Nuremberg. Au lendemain de la Première Guerre mondiale, le pont de Beinheim fut attribué à la France et l'exploitation de la ligne reprend le 17 décembre 1922. En 1934, le trafic quotidien était de cinq trains dans chaque sens.

### Fermeture partielle
Le trafic voyageurs transfrontalier est suspendu le 23 août 1938 mais reprend en mai 1942. Le pont de Beinheim est cependant dynamité en janvier 1945, il est reconstruit entre 1947 et 1948. Les dernières circulations ferroviaires sur le pont remontent à 1966 lorsqu'une déviation fut mise en place à la suite de travaux sur le pont ferroviaire de Kehl.
La section de Haguenau au camp d'Oberhoffen est fermée au service voyageurs le 23 août 1939. La section d'Oberhoffen à Soufflenheim est fermée au service marchandises le 16 décembre 1973. La section de Soufflenheim à Rœschwoog est fermée au service marchandises le 2 juin 1991.

## Infrastructure

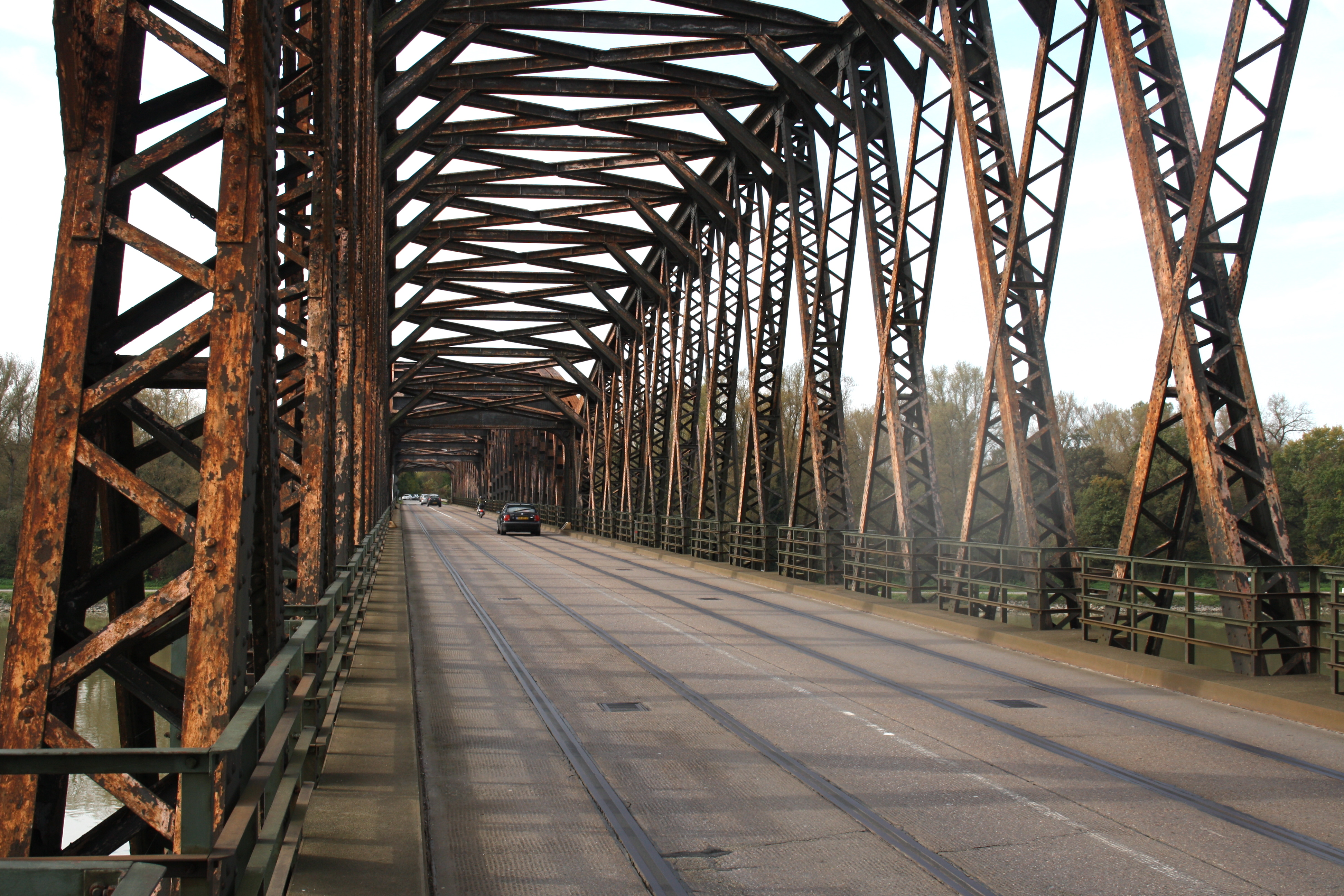
Le pont de Beinheim sur le Rhin.

Le pont sur le Rhin est devenu un pont routier. Les anciens rails subsistent dans la chaussée.

## Exploitation
La ligne est partiellement exploitée pour la desserte du camp militaire d'Oberhoffen et de l'usine Roquette Frères à Beinheim. Le reste de la ligne est neutralisé mais non déclassée, la voie est maintenue pour les besoins de défense.

### Projet de réouverture
En 2018, l'Eurodistrict Pamina (Palatinat du Sud, Mittlerer Oberrhein et Nord-Alsace) envisage la réouverture de la ligne au service des voyageurs d'ici « vingt à trente ans ». Le pont de Beinheim redeviendrait alors un pont ferroviaire permettant des liaisons directes entre Haguenau, Rastatt et Karlsruhe.
Une étude de la Commission européenne sur les liaisons manquantes dans l'Union européenne publiée en juin 2018 fait apparaître la ligne Rastatt - Rœschwoog - Haguenau en dixième position des lignes potentiellement les plus rentables (sur 365 lignes étudiées).
La réouverture de la ligne pourrait faire partie des projets de coopération transfrontalière entre la collectivité européenne d'Alsace et l'Allemagne.
Le projet a été présenté en décembre 2020 au cours d'une conférence dédiée à l'avenir de la coopération transfrontalière. Un étude à moitié financée par l'Union européenne et dont le coût s'élève à 654 500 euros a été lancée et durera plusieurs mois. Cette étude a pour but d'estimer le coût du projet.